# Scheidingsmethode
Een scheidingsmethode ofwel scheidingstechniek is een methode om de bestanddelen van een mengsel van stoffen te scheiden in fracties. De scheidende krachten kunnen bijvoorbeeld een zwaartekrachtveld, een drukveld of een chemisch potentiaalveld zijn.

## Doelen
Scheidingsmethoden worden toegepast in de scheikunde en in de procestechnologie. Zoals het woord scheikunde al suggereert, zijn scheidingsmethoden onmisbaar in de scheikunde. Met scheidingsmethoden worden verschillende doelen nagestreefd, zoals het verkrijgen van zuivere stoffen, waarvan de eigenschappen kunnen worden bestudeerd of de hoeveelheid van deze stoffen in het mengsel, maar ook het verkrijgen van werkzame delen van een stofmengsel, bijvoorbeeld bij de productie van medicijnen. Het scheiden van mengsels in zuivere stoffen is dus een belangrijke taak van een chemicus.
Een scheiding levert niet altijd compleet gescheiden stoffen of fasen op. Er treedt vaak een evenwicht op, zodat een betere scheiding pas bereikt kan worden wanneer meerdere fasen van de scheidingsmethoden zijn doorlopen.

## Principe
Er worden meerdere scheidingsmethoden gehanteerd, waarbij gebruik wordt gemaakt van de verschillende fysische of chemische eigenschappen van een stof.
Deeltjesgrootte
Zeven is hiervoor een goed voorbeeld. Bij een zeef met een bepaalde maaswijdte zullen deeltjes met een grotere diameter dan de maaswijdte doorgaans op het zeef achterblijven.
Filtratie, bijvoorbeeld bij het zetten van thee. De (grotere) vaste deeltjes blijven achter in het theezeefje terwijl de vloeibare thee door het zeefje heen stroomt.
Adsorptie en oplosbaarheid
Scheiding kan plaatsvinden op basis van polariteit (lading). Dit is onder andere het geval in vloeistof- en gaschromatografie. De meetoplossing wordt in beide gevallen geïnjecteerd in een kolom. Deze kolom is van binnen bedekt met een polaire of apolaire laag, bijvoorbeeld van een apolaire binnenlaag. Stoffen die door de kolom heen gaan worden nu gescheiden op basis van hun polariteit; apolaire stoffen hebben meer affiniteit voor de apolaire binnenlaag dan polaire stoffen. Dit wil zeggen dat hoe polairder een stof is, des te sneller komt hij uit de kolom en langs de detector.
Kookpuntsverschillen
Destillatie maakt gebruik van het verschil van kookpunten in de verschillende chemische stoffen in ruwe olie dat in een raffinaderij wordt gesplitst in fracties als benzine, kerosine en stookolie.
Dichtheid
Bijvoorbeeld door centrifugeren kunnen grote zware deeltjes als steentjes in een zand/watermengsel worden gescheiden in fijn zand en grof zand.
Chemische reactie
Bijvoorbeeld bij waterontharding wordt een ionenwisselaar gebruikt waarbij de calciumionen in het water op polystyreendrager worden uitgewisselen met natriumionen.
Het verkrijgen van een scheiding berust op zowel fysische als chemische eigenschappen van het stofmengsel en/of van de te isoleren stof. Direct waarneembare en meetbare eigenschappen kunnen worden gebruikt om stoffen te scheiden.
Bij een scheiding zal de vrije energie van het systeem toenemen. Bij een scheidingsproces moet dan ook energie worden toegevoegd, zoals warmte of mechanische energie.

## Toepassingsgebieden
Toepassingsgebieden zijn legio. De chemische industrie maakt vrijwel zonder uitzondering gebruik van scheidingsmethoden om de geproduceerde stoffen te zuiveren. In de afvalverwerking worden magneten gebruikt om metaal uit de afvalstroom te scheiden. In de papierindustrie wordt lucht en zeep gebruikt om door flotatie inkten uit oud papier te verwijderen. Bij de productie van medicijnen zijn soms slecht bepaalde isomeren van belang voor de werking van dat medicijn, zodat het niet-werkzame deel kan worden gescheiden. In de landbouw worden de halmen gescheiden van het koren. Forensisch onderzoek maakt gebruik van scheidingstechnieken, bijvoorbeeld om het DNA van een dader te isoleren uit speekselresidu. Bij zeewaterontzilting wordt drinkbaar water geproduceerd door de zouten uit het zeewater af te scheiden. Kortom, scheidingsmethoden zijn overal.

## Overzicht van scheidingsmethoden
Mechanische scheidingsmethoden:
- Op grond van dichtheid
  - Centrifugeren
  - Flotatie
  - (Hydro)cycloon
  - Sedimentatie na flocculatie, eventueel gevolgd door decanteren
- Op grond van deeltjesgrootte
  - Filtratie
  - Zeven
- Op grond van magnetisme
  - met een magneet
- Op grond van verschil in massa of traagheid
  - Druppelscheiding

Overzicht van scheidingsmethoden op grond van chemische eigenschappen met een hulpfase:
- Absorptie - met voedingsfase gas en hulpfase vloeistof
- Adsorptie - met voedingsfase vloeistof of gas en hulpfase vast (absorbens)
- Desorptie of strippen - met voedingsfase vloeistof en hulpfase gas
- Destillatie - met voedingsfase vloeistof of gas en hulpfase gas of vloeistof
- Elektrolyse - met voedingsfase vloeistof en hulpfase vast (elektrode)
- Extractie - met voedingsfase vloeistof en hulpfase vloeistof
- Indampen - met voedingsfase vloeistof en hulpfase gas
- Ionenwisseling - met voedingsfase vloeistof en hulpfase vast (ionenwisselaar)
- Kristallisatie (precipitatie) - met voedingsfase vloeistof en hulpfase vast (kristal)
- Ontsluiten - met voedingsfase vast en hulpfase vloeistof
- Strippen (scheikunde) - met voedingsfase vast en hulpfase vloeibaar

### Zeven of ziften

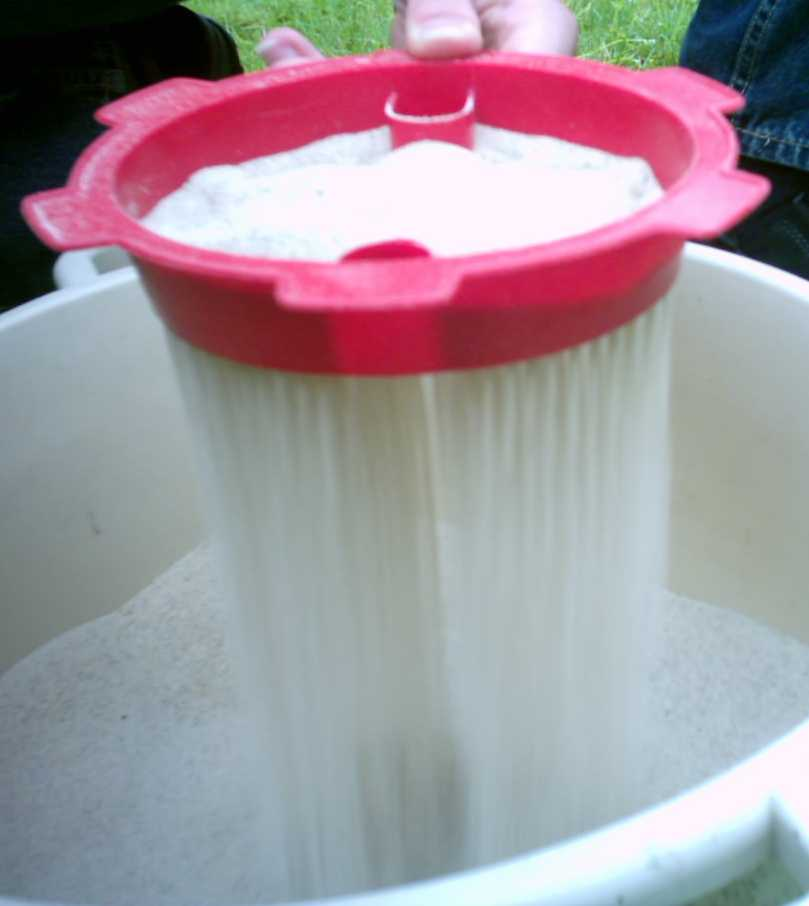
Zeven

Bij zeven of ziften spreken we van een heterogeen mengsel, meer bepaald een grof mengsel.
Bij bijvoorbeeld een mengsel van zand en schelpen kan je deze twee stoffen scheiden door te zeven.
Dit komt doordat de twee stoffen een verschil hebben in deeltjesgrootte.
Dus je kan deze techniek niet alleen toepassen bij een grof mengsel maar ook bij een suspensie. In het dagelijkse leven zeven of ziften wij ook. Bijvoorbeeld de spaghetti afgieten of het zuiveren van graan.

### Filtratie
Bij deze scheidingstechniek spreken we meestal over suspensies. Bijvoorbeeld een mengsel van zand en water. Om het zand uit het water te scheiden maakt men gebruik van een filter.
Het zand dat in de filter blijft zitten heet het residu, het water het filtraat. Ook deze scheidingstechniek steunt op een verschil in deeltjesgrootte. Deze scheidingstechniek wordt vooral gebruikt bij een filter van een zwembad.

### Decantatie
Decantatie wordt gebruikt om twee of meerdere niet-mengbare stoffen te scheiden; zoals een vloeistof en een bezinksel.
Om een mengsel te scheiden door decanteren moet aan twee voorwaarden voldaan zijn:
1. De twee te scheiden stoffen moeten een voldoende groot verschil in dichtheid hebben
2. Het mengsel mag niet te stabiel zijn. Bijvoorbeeld een water/olie-mengsel dat gestabiliseerd is met een emulgator kan niet gescheiden worden met decantatie.

Men kan op twee verschillende manieren decanteren: door de fase met de hogere dichtheid via een aftappunt in de bodem van het vat te verwijderen (bijvoorbeeld water en olie in een scheitrechter) of door de fase met de lagere dichtheid vanaf de bovenkant van het vat te verwijderen. Beide manieren kunnen zowel handmatig als automatisch uitgevoerd worden.

### Centrifugatie
Centrifugatie wordt bijvoorbeeld gebruikt in ziekenhuizen om bloed te centrifugeren.
Men centrifugeert bij emulsies en suspensies.
Bij centrifugatie worden de stoffen gescheiden door het heel snel laten ronddraaien van het voorwerp waar de stof zich in bevindt. (Bijvoorbeeld een proefbuis in ziekenhuizen met bloed). Deze techniek steunt op verschil in massadichtheid met inwerking van de middelpuntvliedende kracht.

### Chromatografie

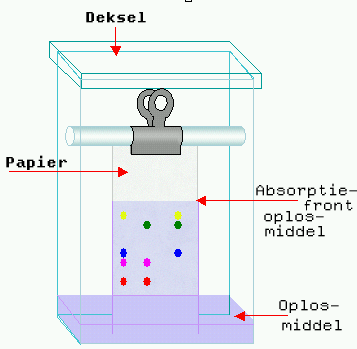
Chromatografie

Chromatografie kan alleen gebruikt worden bij homogene mengsels. Kleurstoffen van stiften.
Een stukje papier wordt met een inktvlek in een bodempje water gehangen, omdat het papiertje het water opslorpt zal de inkt ook gaan stijgen en zich scheiden in de kleurstoffen waarvan de oorspronkelijke kleur uit bestaat.
Deze techniek wordt ook gebruikt bij hormonen opsporing of dopingcontrole.

### Extractie
Extractie is een techniek waarbij men de ene stof moet scheiden van de andere met behulp van een extractiemiddel.
Later kan die extractiemiddel verwijderd worden door verdamping.
Deze techniek kan gebruikt worden bij de meeste homogene en sommige heterogene mengsels.
Deze techniek wordt ook gebruikt bij bijvoorbeeld het koffie of thee zetten.

### Destillatie

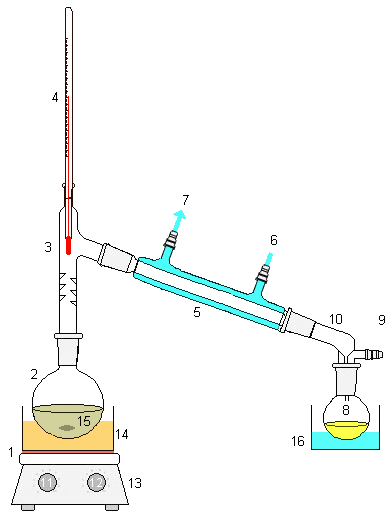
destillatie opstelling

Destillatie wordt gebruikt om een bepaalde vloeistof uit een andere vloeistof te scheiden.
Bij bijvoorbeeld wijn destilleren zal de alcohol gescheiden worden van de wijn door verdamping.
De verdampte stof noemt men het destillaat.
Hierbij moet er een verschil zijn in kooktemperatuur.
Deze techniek kan ook gebruikt worden om een vaste stof en een vloeistof van elkaar te scheiden.
De vloeistof is dan het destillaat.

### Adsorptie

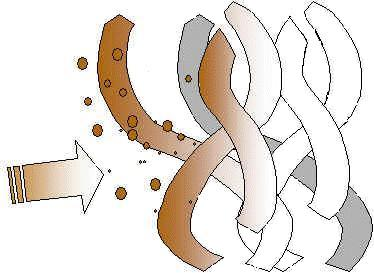
Adsorptie

Bij adsorptie wordt een stof enorm aangetrokken door het adsorptiemiddel. De stof hecht zich dan vast aan het adsorptiemiddel waardoor het van de andere stof kan gescheiden worden. Een veel gebruikt adsorptiemiddel is actieve kool.
Deze techniek wordt ook gebruikt bij gasmaskers. De actieve kool in het gasmasker trekt de giftige gassen aan waardoor ze niet ingeademd worden.

### Kristallisatie of indampen
Kristallisatie of indamping wordt gebruikt om een vaste stof uit een vloeistof te scheiden door die vloeistof te laten verdampen.
Deze techniek wordt gebruikt bij zoutwinning.

### Magnetisme
Mengsels waar ijzer, nikkel of kobalt in zitten kunnen gescheiden worden door magnetisme. Een magneet werkt ook in een vloeistof.

## Bron
- Scheidingsprocessen, J.A. Wesselingh, H.H. Kleizen, Delftse Uitgevers Maatschappij, 1990, ISBN 9065620990 cip

- Biblioteca Nacional de España: XX529245
- Bibliothèque nationale de France: cb11942910z (data)
- Gemeinsame Normdatei: 4078395-9
- Library of Congress Control Number: sh85120087
- Nationale Bibliotheek van Tsjechië: ph116128
- Nationale Bibliotheek van Israël: 987007531616305171